# Clinozoïsite
La clinozoïsite est une espèce minérale du groupe des silicates sous-groupe des sorosilicates, de formule Ca2Al3(SiO4)3(OH) avec des traces de Ti;Fe;Mn;Mg. Elle est le dimorphe de la zoïsite.

## Inventeur et étymologie
Décrite par le minéralogiste A. Weinschenk en 1896. Du grec "Klinein" = incliné et zoïsite espèce très proche morphologiquement.

## Topotype
Gösleswand (Goslerwand), Ströden, Prägraten, Virgental, Osttirol, Tyrol, Autriche.

## Cristallographie
- Paramètres de la maille conventionnelle : a = 8,98, b = 5,64, c = 10,22, Z = 2 ; beta = 115,4° ; V = 467,58
- Densité calculée = 3,23

## Cristallochimie
- Elle forme une série avec l'épidote.
- La clinozoïsite fait partie du groupe de l'épidote.

### Groupe de l'épidote
L'épidote sert de chef de file à un groupe de formule générique :
X2Y3 (Si2O7) (SiO4) O (OH, F) dans laquelle :
- X = Ca2+, Fe2+, Mn2+, Mn3+, Ce3+, La3+, Y3+, Th3+ ;
- Y = Al3+, Fe3+, Fe2+, Mn3+, Mn2+, Ti4+ ;

soit, par exemple :
Ca2(Al, Fe)3(SiO4)3(OH).
C'est un groupe de vingt minéraux, comprenant 19 sorosilicates monocliniques et un sorosilicate orthorhombique (la zoïsite).

## Gîtologie
On trouve la clinozoïsite dans les roches métamorphiques, hydrothermales, métasomatiques de contact. Par altération des plagioclases (saussuritisation).

### Minéraux associés
Amphiboles, plagioclase, quartz.

## Synonymes
- Aluminium-épidote
- Clinoépidote
- épidote gris [5]
- Fouquéite (Lacroix 1889) : Synonyme dédié au minéralogiste français Ferdinand André Fouqué [21 juin 1828 - 7 mars 1904] professeur au Collège de France[6].

## Variété
- Chrome-Clinozoïsite : variété de clinozoïsite riche en chrome et pauvre en fer de formule idéale : Ca2(Al, Cr)3(SiO4)3(OH)[7]
- Clinothulite : variété de clinozoïsite riche en manganèse de couleur rose, trouvée en Lombardie, Italie, et sur plusieurs sites aux États-Unis [8]

## Gisements remarquables
- Autriche

Gösleswand (Goslerwand), Ströden, Prägraten, Virgental, Osttirol, Tyrol (Topotype)
- Belgique

La Helle, Ternell, Eupen, Province de Liège
- Canada

Mine de Norlartic, Val d'Or, La Vallée-de-l'Or RCM, Abitibi-Témiscamingue, Québec
- France

Plage de Cromenac'h, Ambon, Morbihan
Sauviat-sur-Vige, Haute-Vienne
Mine d'Anglade, Salau, commune de Couflens, Ariège
Carrière de Trimouns, Luzenac, Ariège

## Galerie

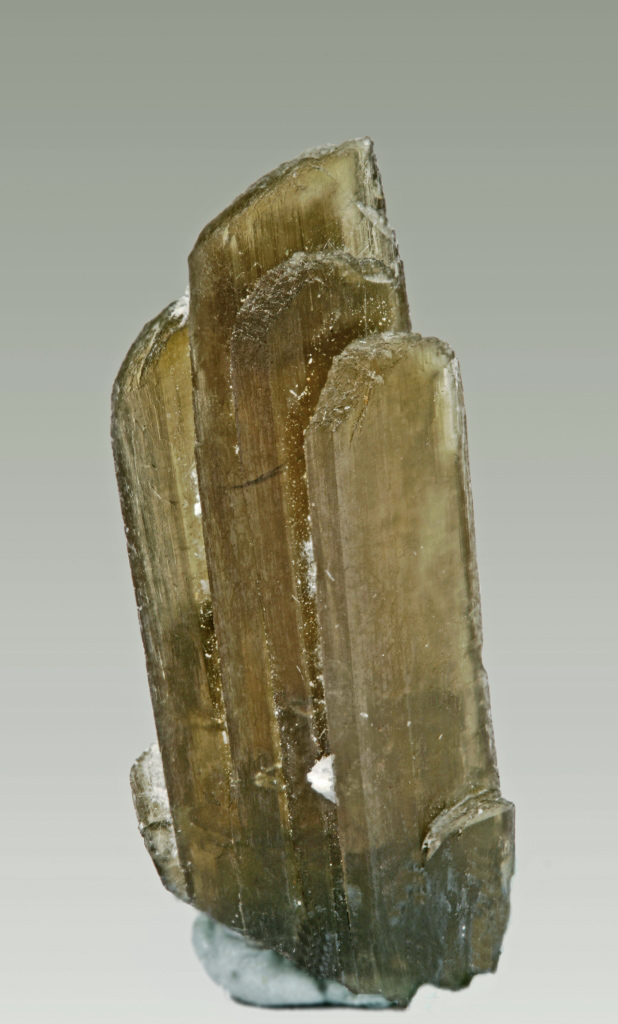
Clinozoïsite de Mount Belvidere, Vermont États-Unis
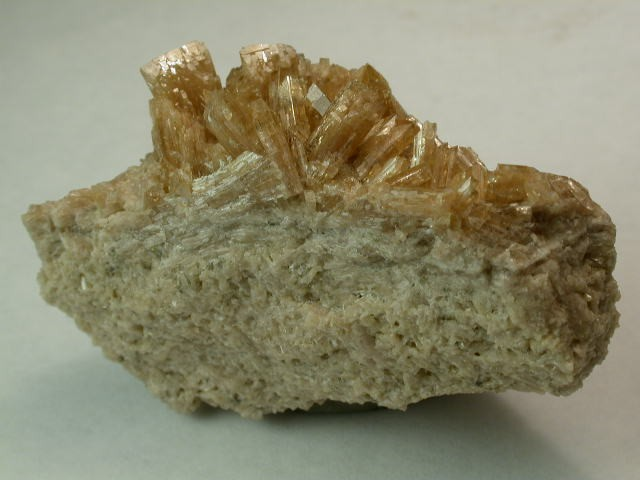
Quiruvilca, Santiago de Chuco, La Libertad, Pérou

## Utilité
- Certaines pierres gemmes peuvent être taillées.